# Łoktiewo (obwód lipiecki)
Łoktiewo (ros. Локтево) – wieś (dieriewnia) w Rosji, w obwodzie lipieckim, w rejonie zadońskim. W 2010 liczyła 145 mieszkańców, wśród których 132 zadeklarowało narodowość rosyjską, a 8 jezydzką.